# Automolius hispidus
Automolius hispidus är en skalbaggsart som beskrevs av Macleay 1886. Automolius hispidus ingår i släktet Automolius och familjen Melolonthidae. Inga underarter finns listade.